# Temaki-zushi
Temaki-zushi (jap. 手巻き寿司, 手巻き鮨) − ręcznie zwijane sushi. 

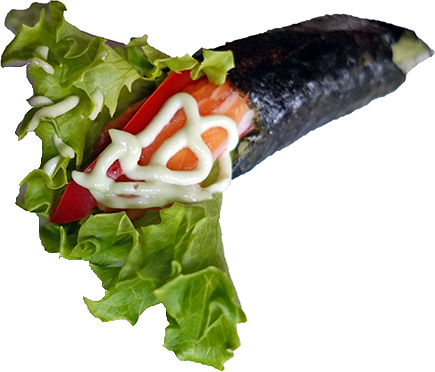
Temaki-zushi

Japońska potrawa przygotowywana poprzez zawinięcie arkusza wodorostów nori – zazwyczaj w kształcie rożka – z różnymi składnikami: ryżem, wąsko pokrojonymi kawałkami ryb, owoców morza, warzyw, japońskiego omletu (tamago-yaki), grzybami. Często dodaje się ziarno sezamowe. Proporcje i skład mogą być różne, w zależności od upodobań i zwyczajów regionalnych. Czasem nori zastępuje się liściem zielonej sałaty.